# 김환진 (권투 선수)
김환진(金煥珍, Kim Hwan Jin, 1955년 6월 25일 ~ )은 대한민국의 전 권투 선수이다. 제5대 세계복싱협회(WBA) 라이트플라이급 세계챔피언. 통산 전적은 22승(8KO) 2패2무.

## 생애
경남 마산 출신. 1977년 6월 17일 프로 데뷔. 1981년 7월 18일 세계복싱협회 주니어플라이급 세계챔피언. 1차 방어 성공. 1981년 12월 16일 2차 방어전에서 도카시키 가쓰오에게 판정패. 1983년 1월 9일 도카시키 가쓰오에게 재도전 했으나 현격한 기량차이로 전원일치 판정패 후 은퇴.

## 같이 보기
- 한국의 권투 선수 목록